# Disa oreophila
Disa oreophila är en orkidéart som beskrevs av Harry Bolus. Disa oreophila ingår i släktet Disa och familjen orkidéer.

## Underarter
Arten delas in i följande underarter:
- D. o. erecta
- D. o. oreophila